# Euchone alicaudata
Euchone alicaudata är en ringmaskart som beskrevs av Moore och Bush 1904. Euchone alicaudata ingår i släktet Euchone och familjen Sabellidae. Inga underarter finns listade i Catalogue of Life.